# Andrew Little
Andrew Little (ur. 12 maja 1989 w Enniskillen) – północnoirlandzki piłkarz występujący na pozycji napastnika, reprezentant Irlandii Północnej.

## Kariera klubowa
Little przygodę z piłką zaczynał w amatorskim klubie Ballinamallard FC. Stamtąd trafił do Rangers, gdzie zadebiutował 25 kwietnia 2009 roku w meczu Pucharu Szkocji z St. Mirren, zmieniając Krisa Boyda. Grał też w Port Vale F.C., Preston North End, Blackpool i Accrington Stanley.

## Kariera międzynarodowa
Little zadebiutował w reprezentacji Irlandii Północnej 28 marca 2009 roku w meczu z reprezentacją Polski wygranym przez jego kraj 3-2. Zmienił Davida Healy’ego w 90. minucie spotkania.